# Leçons de vie
Pour plus de détails, voir Fiche technique et Distribution.
Leçons de vie ou La Grande École au Québec (School of Life) est un téléfilm canado-américain réalisé par William Dear, diffusé le 19 février 2005 sur ABC Family.

## Synopsis
Il y a un nouvel enseignant à l'école Fallbrook Middle et il fait bonne impression. Les étudiants adorent M. D', la faculté l'admire sauf Matt Warner, le sérieux professeur de biologie qui rêve de gagner le prix du « Meilleur enseignant de l'année ». Le père de M. Warner, Stormin' Norman, a remporté le prix pendant 43 ans consécutifs, et Matt est résolu à devenir le prochain gagnant. Mais avec l'arrivée de M. D', ses chances diminuent rapidement.

## Fiche technique
Sauf indication contraire, les informations mentionnées dans cette section peuvent être confirmées par la base de données cinématographiques IMDb,  présente dans la section « Liens externes ».
- Titre original : School of Life
- Titre français : Leçons de vie
- Titre québécois : La Grande École
- Réalisation : William Dear
- Scénario : Jonathan Kahn
- Direction artistique : Paul Joyal
- Costumes : Vicky Mulholland
- Photographie : Brian Pearson
- Montage : Edgar Burcksen
- Musique : Ari Wise
- Production : Rosanne Milliken
- Sociétés de production : Gynormous Pictures ; School of Life Productions Inc. et Bouncing Betty Productions (coproduction)
- Société de distribution :  American World Pictures
- Pays d'origine :  Canada,  États-Unis
- Langue originale : anglais canadien et américain
- Format : couleur - 1,78:1 - son Dolby Digital
- Genre cinématographique : comédie dramatique
- Durée : 110 minutes
- Dates de sortie :
  - États-Unis : 19 février 2005 sur ABC Family
  - France : 11 mai 2005 sur M6

## Distribution
- David Paymer (VQ : Luis de Cespedes) : Matt Warner
- Ryan Reynolds (VF : Pierre Tessier ; VQ : François Godin) : Michael « M. D' » D'Angelo
- Kate Vernon (VQ : Valérie Gagné) : Ellie Warner
- Andrew Robb (VQ : Xavier Dolan) : Dylan Warner
- John Astin : Stormin' Norman Warner
- Don MacKay (VQ : Yves Massicotte) : Principal Bass
- Brenda McDonald (VQ : Johanne Garneau) : Maggie Little
- Paul Jarrett (VQ : Jean-Marie Moncelet) : Dan Parks
- Leila Johnson (VQ : Geneviève Cocke) : Denise Davies
- Chris Gauthier (VQ : Olivier Visentin) : Vern Cote
- Shylo Sharity (VQ : Charlotte Mondoux) : Chase Witherspoon
- Alexander Pollock : Clyde
- Lorena Gale : Matidla Smith
- Chelsea Florko : Heather
- Jillian Marie : Patty
- Keith William Miller (VQ : Nicolas Bacon) : Howard

 Source et légende : version française (VF) sur RS Doublage
 Source et légende : version québécoise (VQ) sur Doublage.qc.ca